# Izland földrajza

## Izland természeti földrajza
Izland 103 125 km²-es területével' Európa második legnagyobb szigete. E terület döntő többsége (100 329 km²) szárazföld; a vízzel borított felszín csupán 2796 km². A sziget felségvizéhez a partvonaltól számított 22,2 km (12 nmi, 13,8 mi) távolságra lévő tengeri terület tartozik. 
Geológiai szempontból igen fiatal, mindössze 56 millió éve, az eocén időszakban emelkedett ki a hullámokból. Területe azóta is fokozatosan nő. 
A szigetország az Atlanti-óceán északi részén, Grönland és Skócia között, Feröertől északnyugatra, a két globális jelentőségű, folyamatosan mozgásban lévő, és távolodó tektonikai lemez, az Eurázsiai- és az Észak-Amerikai lemez határvonalán helyezkedik el. Itt húzódik a két kőzetlemez geológiai határa, így egyszerre két kontinenshez is tartozik a sziget. A sziget az óceán mélyén húzódó Észak-atlanti hátságból emelkedett ki egy óriási vulkánkitörés eredményeképpen, mivel itt az óceáni hátság alatt egy geológiai forrópont is található. Jelenleg ez a terület a Föld legnagyobb összefüggő lávamezője. A sziget felszínén jól megfigyelhetőek e két tektonikai lemez távolodásának jelei (a távolodás évi átlaga 20 mm.
Izland egészét tekintve felföld, átlagosan 557 m tengerszint feletti magassággal. A szigetország területének 20%-a legelő, mindössze 1%-a művelhető termőföld és 54 %-a terméketlen.

### Domborzata

Izland domborzata

Izlandot gyakran a tűz és jég országaként, valamint a földtörténet múzeumaként említik meg. A sziget nevének jelentése (Izland ~ jeges föld) helytálló, hiszen a teljes területének több mint tizedét hatalmas gleccserek borítják.
A 4970 km hosszú tengerpart rendkívül tagolt, mély fjordokkal szabdalt, jellemzően a déli területein (Dyrhólaey-félsziget) látványos kliff formakincsekkel (fülkék, teraszok, kapuk és tornyok), rendkívül változatos. A sziget települései szinte kizárólag a tengerparton találhatók, mivel az ország belseje nagyon nehezen lakható, kopár, terméketlen vidék.
Ezen a területen található Európa legnagyobb összefüggő jégmezeje, a Vatnajökull is, mely 8500 km² területű és vastagsága helyenként akár az 1000 métert is eléri.
A sziget észak-déli irányú legnagyobb kiterjedése 306 km (Izland legdélibb pontja a Dyrhólaey-félsziget, Vík í Mýrdal település közelében), míg nyugat-keleti szélessége 483 km. Területének nyugati oldalán három nagy félsziget töri meg az egységes ellipszis alakját: Reykjanes, Snæfallsnes és a Vestfiroir. Izland nyugati partján található Látrabjarg, mely pont Európa és egyben Izland legnyugatabbi pontja.

### Aktív vulkanizmus a szigeten
A lemezmozgások miatt folyton nyugtalan területen a vulkanikus eredetű kráterek száma meghaladja az ezret és 140 tűzhányó található, melyek közül -változó intenzitással, időszakosan- 26 jelenleg is aktív. Izland szigetét összesen tizenegy vulkáni zónára osztják föl. 
KR: Kolbeinsey-gerinc. 
NVZ: Északi vulkáni zóna. 
RVB: Reykjanes vulkáni-öv.
RR: Reykjanes-gerinc.
TFZ: Tjörnes törés-zóna.
MIB: Közép-izlandi öv.
SISZ: Dél-izlandi szeizmikus-zóna.
WVZ: Nyugati vulkáni-zóna.
EVZ: Keleti vulkáni-zóna.
SVB: Snæfellsnes vulkáni-öv.
ÖVB: Öræfi vulkáni-öv.
A sziget legismertebb vulkánja az 1491 méter magas Hekla, melynek kitörései a többi vulkánnal egyetemben, nemcsak a belső lakatlanabb területekre, hanem a tengerparti vidékekre is fokozott veszélyt jelentenek.
Az aktív területeken ezek mellett számtalan apróbb és jelentősebb méretű és intenzitású gejzír és egyéb meleg vizű forrás is található, melyek a vulkáni utóműködés (hévforrás, gejzír, fumarola, mofetta, szolfatara), az aktív vulkanizmus következtében alakultak ki a szigeten. A Geysir Izland legnagyobb gejzírje, innen származik a gejzír szó is, amely kilövellést jelent. Közvetlenül mellette található a Strokkur, amely rendszeresen, 6-15 percenként tör a felszínre.
Ezeknek az aktív területeknek köszönhetően a geotermikus energia könnyen hozzáférhető, a lakosság és a gazdasági élet részvevőinek is. Izland teljes egészében megújuló energiaforrásokból állítja elő villamos energiáját. Ennek 87%-át a vízenergia, 13%-át pedig a geotermikus energia szolgáltatja.

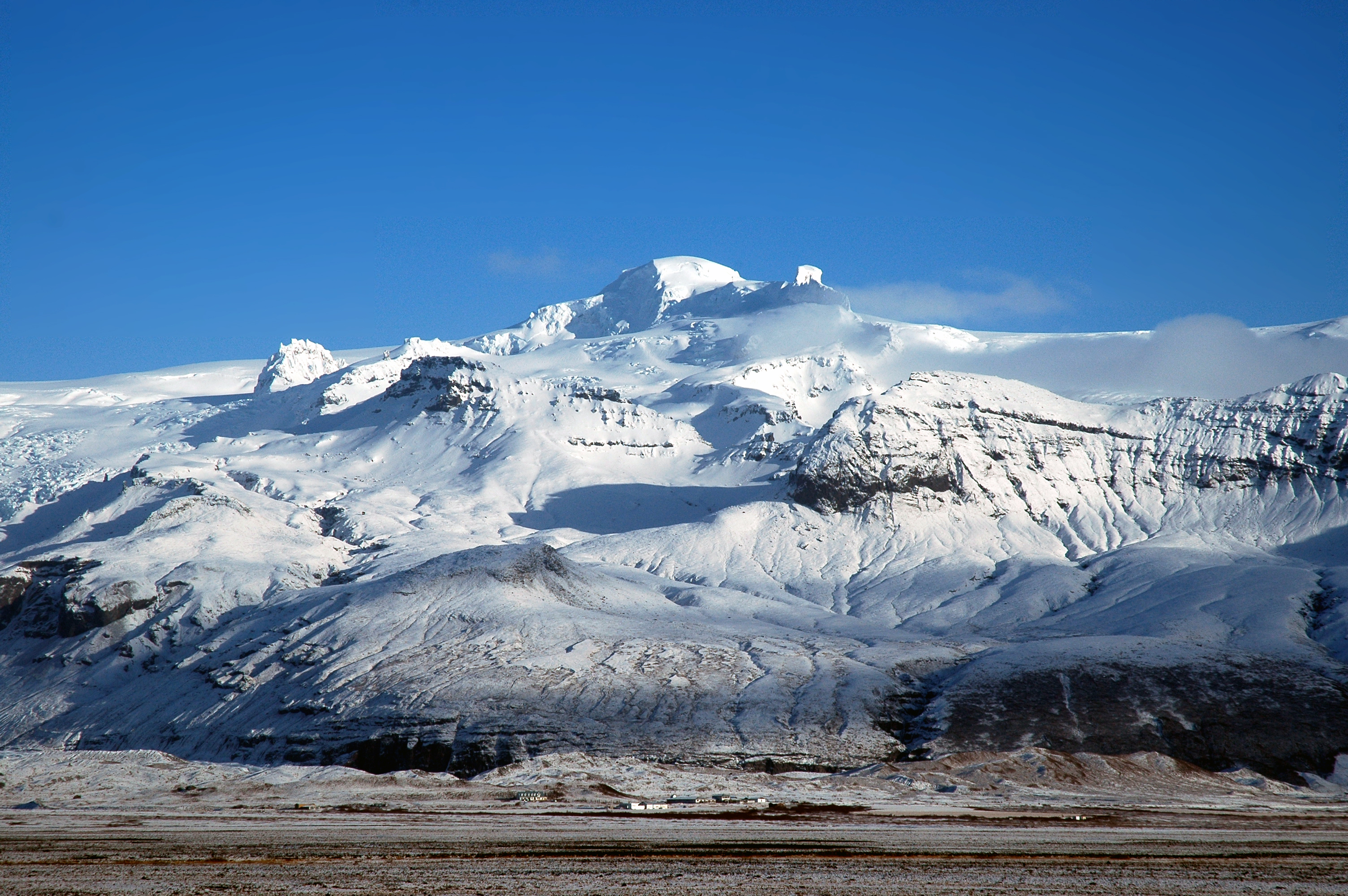
Izland legmagasabb pontja
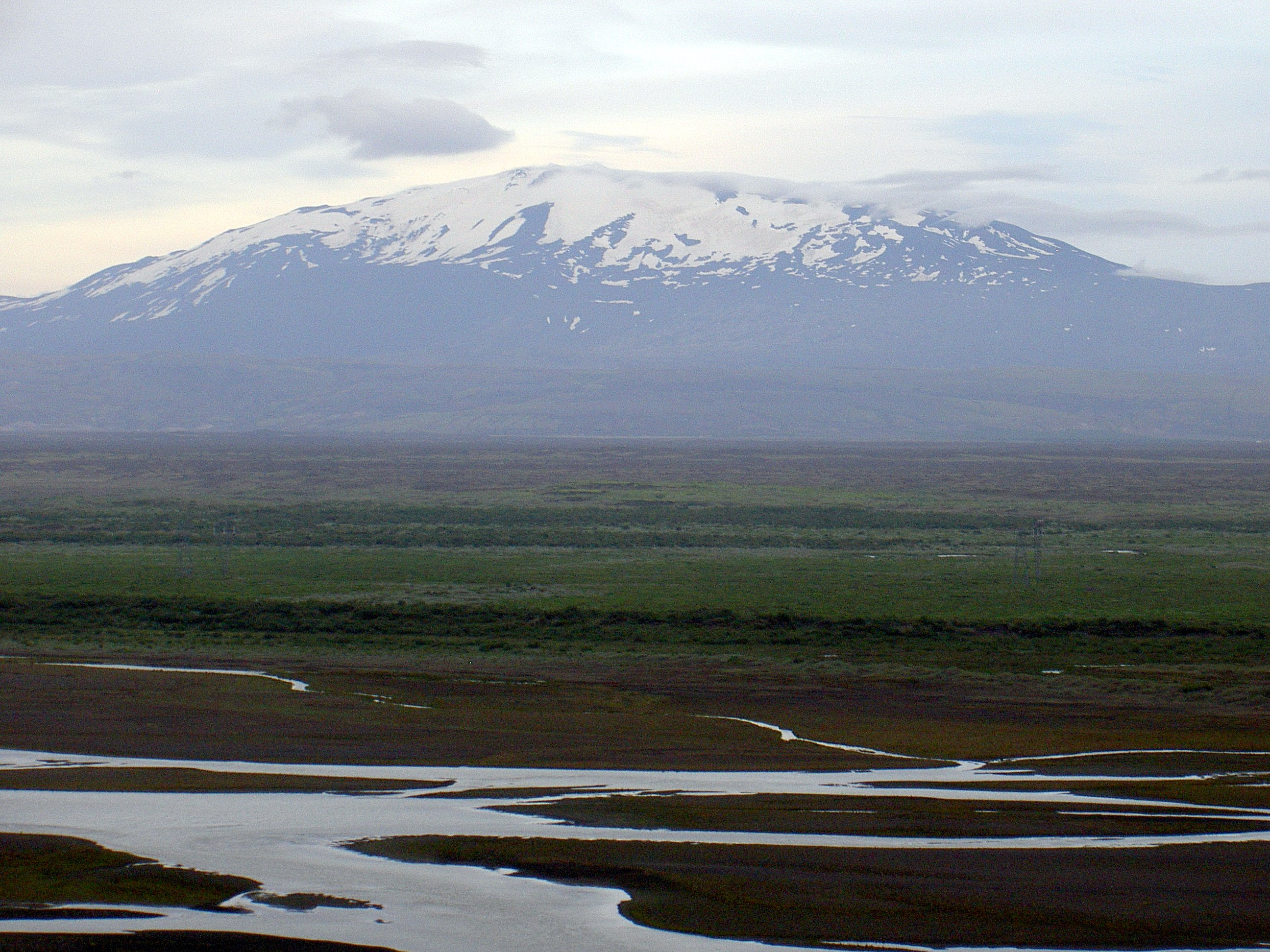
Hekla vulkán
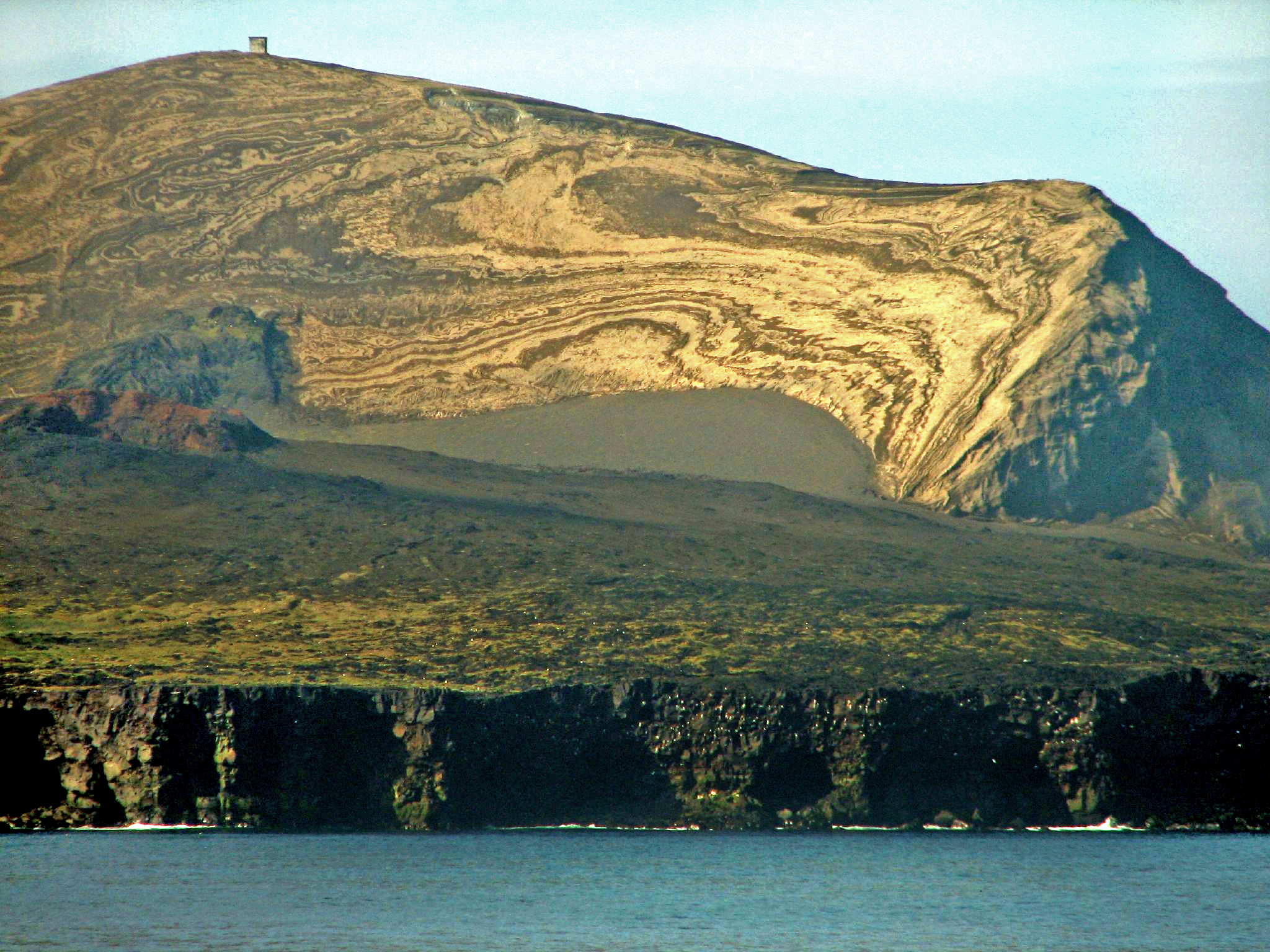
Surtsey sziget
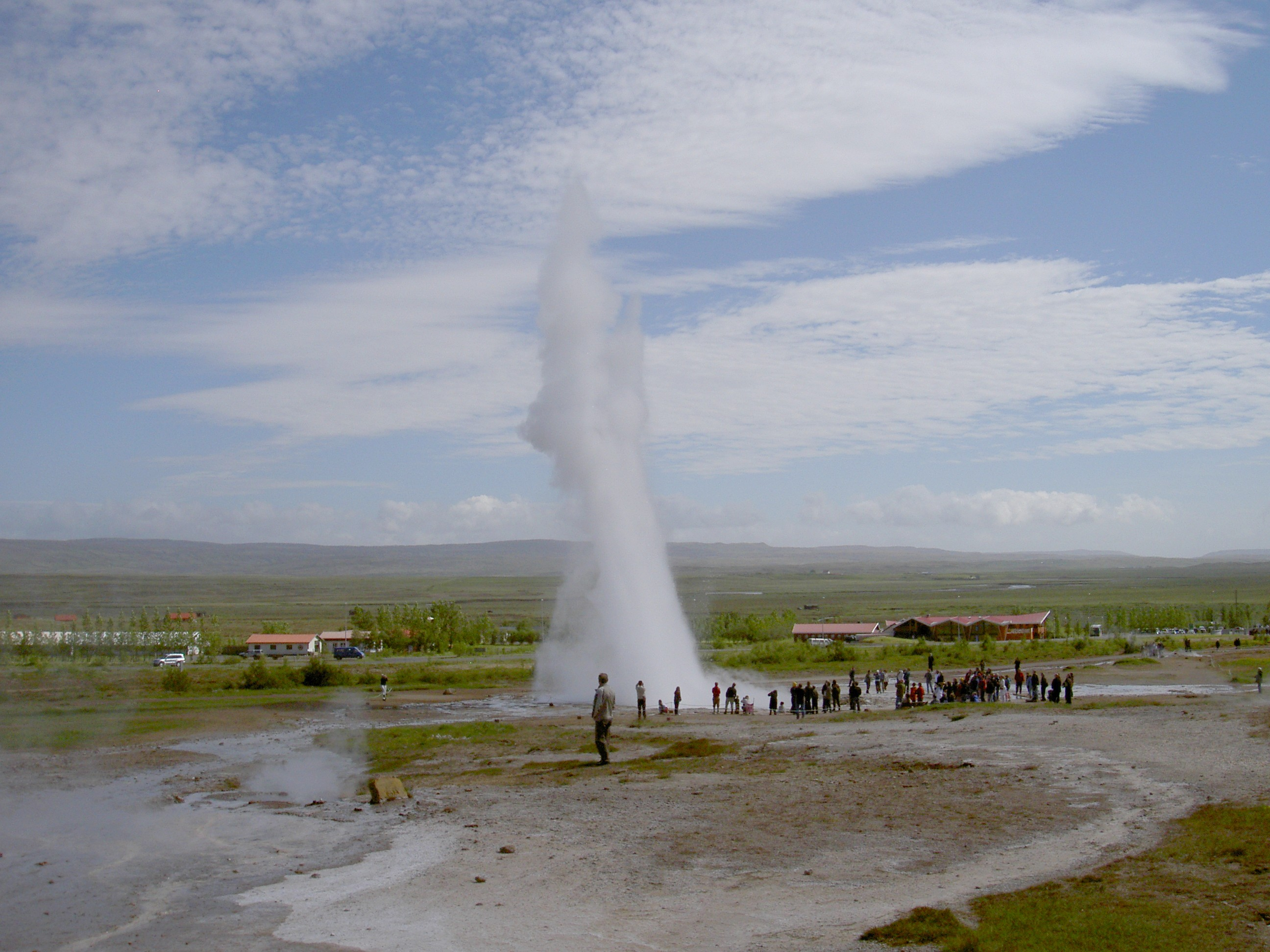
Strokkur gejzír

#### Minden idők egyik leghatalmasabb vulkánkitörése

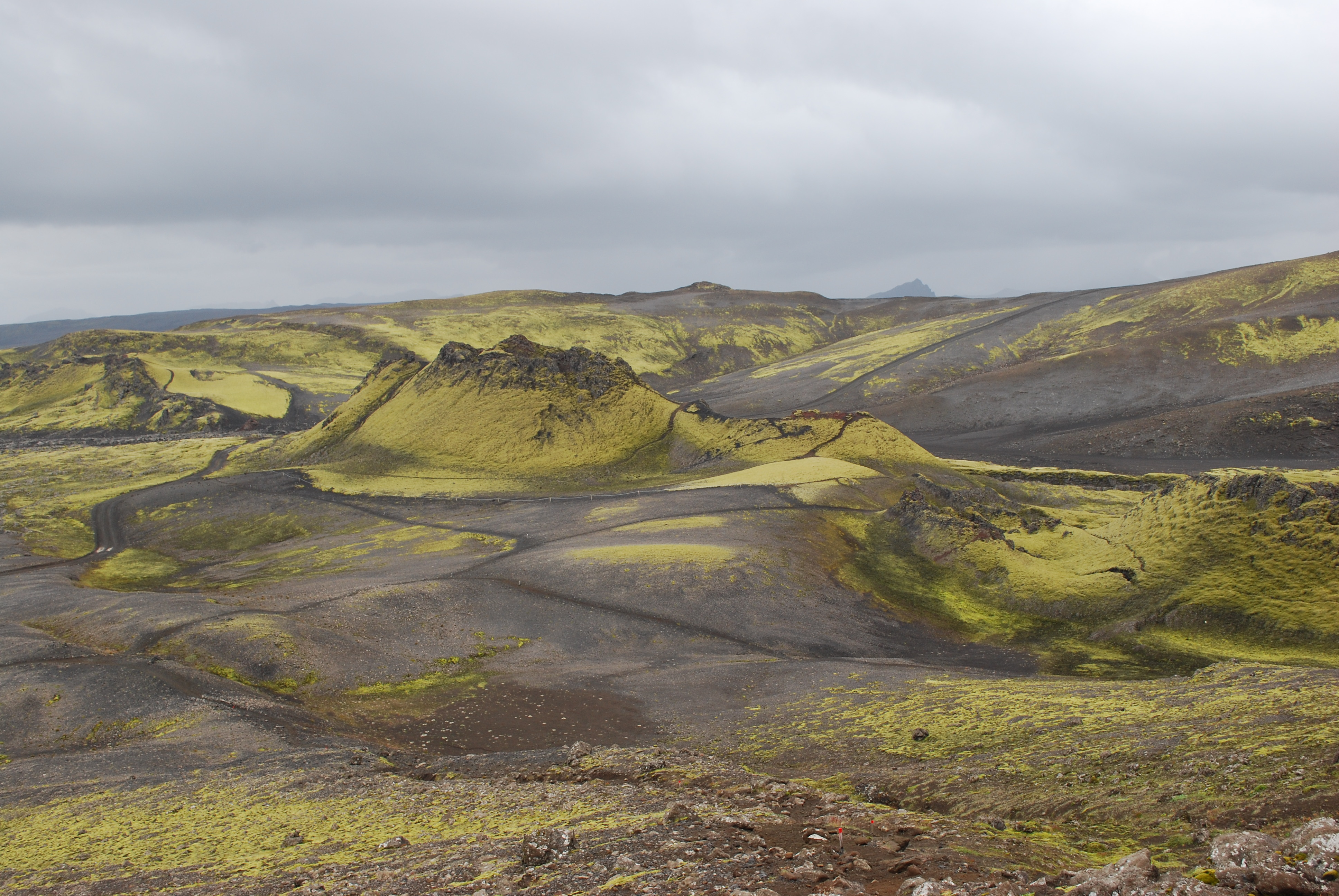
Laki-hasadék, Izland

A lávafolyások (lávaömlések) – a piroklaszt-árak mellett – a vulkáni működés jellegzetes formái. A történelem során feljegyzett legnagyobb lávafolyás az izlandi Laki-hasadék 1783-as kitörése során keletkezett, amikor több mint 14 km³ láva terült szét a felszínen.
Közvetve a Föld nagy részére is hatással lévő vulkánkitörés, 1783. június 8-án következett be Izlandon. Ekkor a sziget déli részén húzódó Laki-hasadék teljes, mintegy 25 km-es hosszában egyszerre ömlött a felszínre, a bazaltos kőzetolvadék. A kitörés közel fél évig tartott, s ezalatt a hasadékrendszerből 14 km3 láva folyt ki és terült szét közel 600 km² területen. A kiömlő láva nagy része a folyóvölgyek, elsősorban a Skaftar és a Hverfisfljot vonalát követve 56 km hosszú tűzfolyókat formált. A Skaftar völgyét a láva teljesen kitöltötte, úgyhogy végül kicsapott a környező vidékekre is. A kitörés folyamán, egész idő alatt nagy mennyiségű kénes gáz tört fel, amely nehezebb lévén a levegőnél, közvetlenül a talaj felett terült el. Ugyanakkor a vidéken sűrű hamuhullás is volt. 
A kitörés eredményeképpen tízezrek haltak meg, ami a 18. századi Izland lakosságának megközelítőleg egyötöd része volt. Az áldozatok többsége a kitörés környezetkárosító hatásának vált áldozatává. A gomolygó, fojtogató gázok, gőzök is kellemetlenek voltak, a legkatasztrofálisabb hatása azonban a hamuhullásnak volt. Elpusztított minden terményt, betakarta a legelőket, úgyhogy a szarvasmarha állomány vagy éhen halt, vagy kénytelen volt a vulkáni porral borított füvet legelni, és attól pusztult el. 
A jelentések szerint az áldozatok száma: 190 000 juh, 28 000 ló és 11 500 szarvasmarha volt. Izland a 18. században még olyan elérhetetlen volt, hogy az állatállomány nagyarányú veszteségei komoly éhínséghez vezettek. Az áldozatok nagy része jóval a kitörés után éhhalált halt, vagy hiánybetegségben pusztult el.
A Laki hasadékvulkán kitörésének egyéb közvetett következménye volt, hogy a légkör magasabb rétegeibe került vulkáni poranyag a szelek hatására Európa távoli vidékeire is eljutott. Rovására írják többek között a francia forradalom kirobbanását megelőző polgári zendülést is. 

### A gleccserek a szigeten
A sziget teljes területének megközelítőleg 10,2%-át gleccserek borítják, bár ezek manapság egyre gyorsabban visszavonulnak.

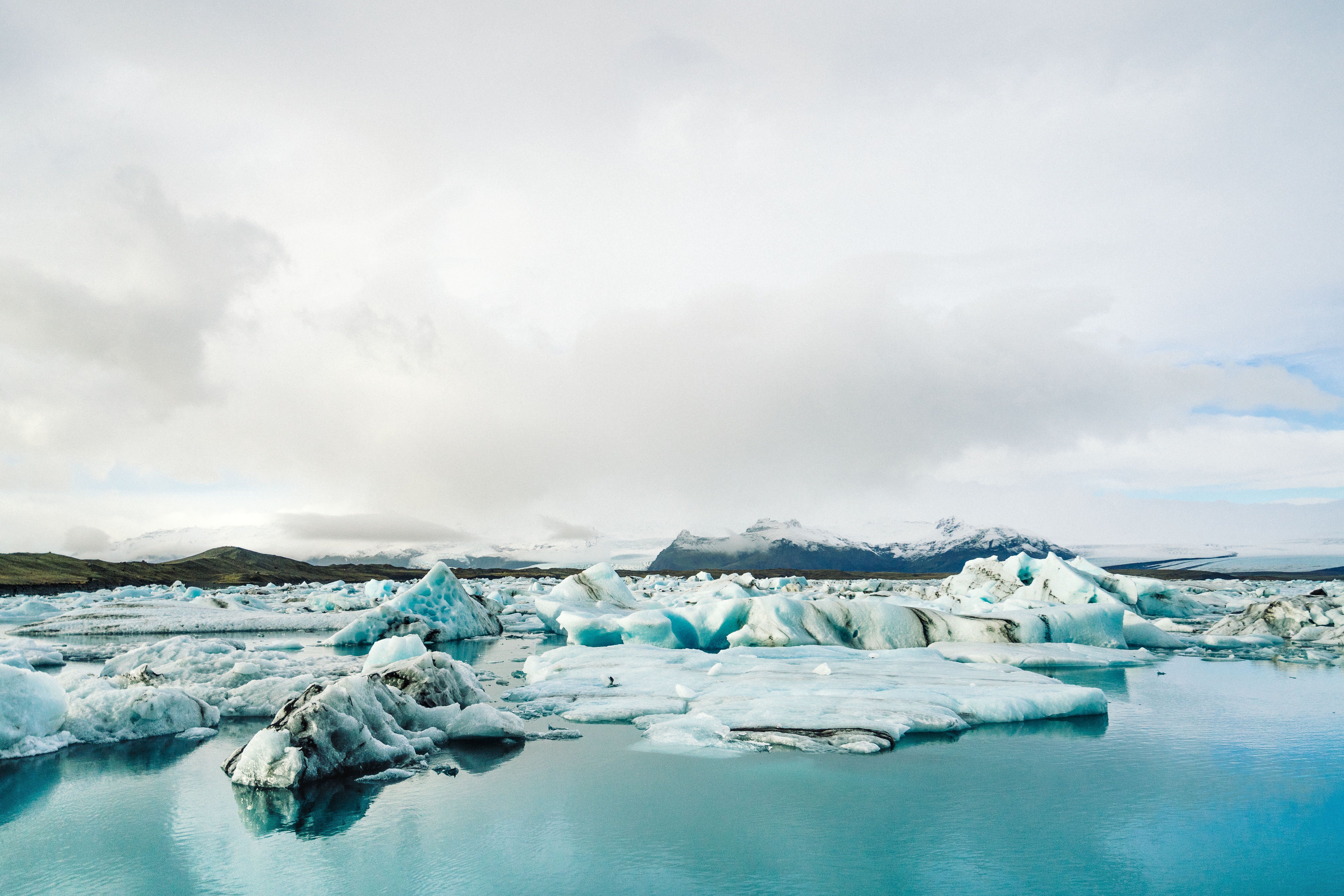
Vatnajökull gleccser

A négy legnagyobb kiterjedésű izlandi gleccser:
- Vatnajökull (7764 km²)
- Langjökull (868 km²)
- Hofsjökull (827 km²)
- Mýrdalsjökull (542 km²)

Figyelemre méltó gleccserek továbbá:
A Drangajökull (145 km²), az Eyjafjallajökull (70 km²), a Tungnafellsjökull (33 km²), a Þórisjökull (25 km²), az Eiríksjökull (21 km²), a Þrándarjökull (16 km²), a Tindfjallajökull (11 km²), a Torfajökull (10 km²) és a Snæfellsjökull (10 km²).

### Izland szigetvilága
A jeles félszigeteken túl, az Izlandhoz tartozó szigetek, szirtek száma megközelítőleg 3000. A legnagyobb területű a  Vestmann-sziget (Vestmannæyjar), a legészakibb a Grímsey, a leghíresebb pedig a Surtsey, vulkanikus eredetű sziget, amelynek 1963 novemberében kezdődött meg a kialakulása. A világon ez volt az első alkalom, hogy már a kezdetektől fogva folyamatosan filmezni tudták egy sziget születését. A kitörések 1967. június 5-én abbamaradtak és a vulkán azóta nem tört ki. A szigetet 1965-ben védett területté nyilvánították, hisz azon nagyon kevés helyek egyike, ahol megfigyelhető, hogy a fajok hogyan vesznek birtokba, hogyan népesítenek be egy kietlen, kopár területet. Természetesen először baktériumok telepedtek meg, majd a megemelkedett sókoncentrációkhoz jól alkalmazkodó halofita növények, mint a tengeri mustár. A szigeten megjelenő első növények a mohák és a zuzmók voltak. 1965-ben már megtalálhatók voltak a területen, és mára beborítják majdnem a teljes felszínt.
A kitörések befejeződése után megjelentek az első madarak: a viharmadárfélékhez tartozó északi sirályhojsza, illetve az alkafélék. Ma nyolc madárfaj lakja a szigetet. Ahogy a madarak betelepültek a szigetre, a talaj minősége jelentősen javulni kezdett. Ennek köszönhetően egyre fejlettebb növények is képesek voltak megmaradni. Az UNESCO 2008-ban a szigetet a Világörökség részévé nyilvánította.

### Éghajlata

Izland éghajlat típusai. Szürke: tundra, zöld: szubarktikus óceáni.

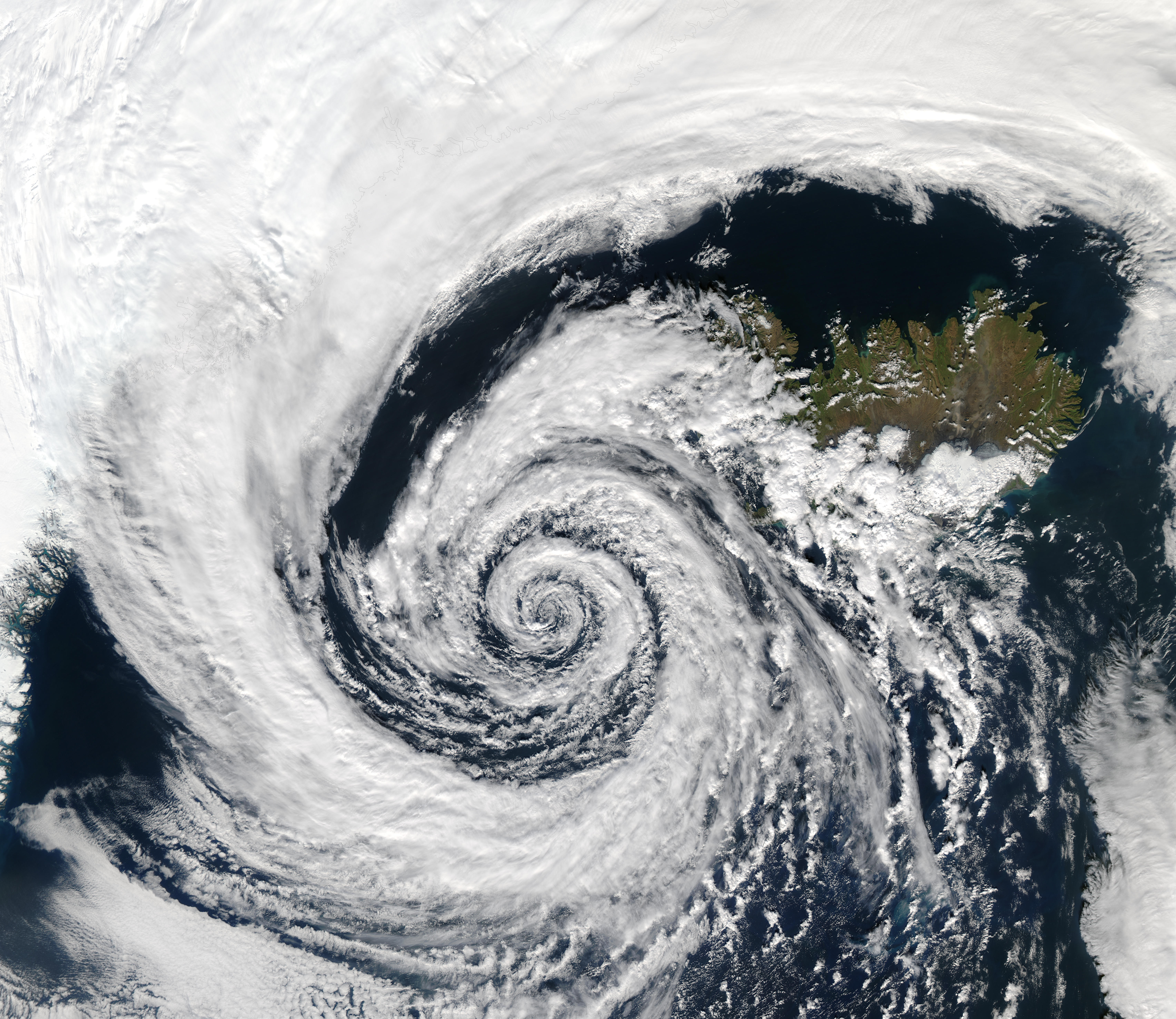
Tipikus alacsony légnyomású képződmény Izland felett

Izland éghajlatát az év nagy részében a sziget felett tartózkodó, alacsony légnyomású akcióközpont, az ún. izlandi minimum határozza meg. Északi fekvése ellenére a sziget éghajlata a Golf-áramlat szélesebb rendszerébe tartozó Irminger-áramlat mérséklő hatása miatt kevésbé zord. Az egész ország az óceáni éghajlat hideg övezetébe tartozik. A viszonylag meleg áramlat a déli és nyugati partvidéken teljes jégmentességet biztosít, míg az északi és keleti partokat ritkán, de elérheti a sodródó sarki jég a tél végén. Például míg 1919 és 1964 között gyakorlatilag nem jelent meg a tengeri eredetű jég, 1965-ben és 1968-ban az jelentős tömegben érkezett az északi partokra. Ez általában az egész szigeten további lehűlést okoz, és mérsékli a csapadékhajlamot. A sziget déli és északi partjának átlaghőmérséklete közötti különbség csak 1,5 fok.
A valaha mért legalacsonyabb izlandi hőmérsékletet, -38 °C-ot 1918. január 22-én mérték az ország középső, belső részén. Az eddigi abszolút meleg rekord 1939. június 22-én született a déli tengerparton Teigarhorn gazdaság területén 30,5 °C-kal.
A déli partvidéken találhatók a legcsapadékosabb térségek. A Vatnajökull déli előterében évi 4000 mm-t meghaladó csapadék is előfordulhat. A sziget belső, esőárnyékos vidéke száraz, a csapadék helyenként nem éri el az évi 400 mm-t sem. A hótakaró a déli parton 1931 és 1960 között az október és május közötti időszak 17%-ában volt jelen, míg az északi oldalon 53%-ban.
| Hónap | Jan. | Feb. | Már. | Ápr. | Máj. | Jún. | Júl. | Aug. | Szep. | Okt. | Nov. | Dec. | Év  |
| --- | ---- | ---- | ---- | ---- | ---- | ---- | ---- | ---- | ----- | ---- | ---- | ---- | --- |
| Átlagos max. hőmérséklet (°C) | 1,9  | 2,8  | 3,2  | 5,7  | 9,4  | 11,7 | 13,3 | 13,0 | 10,1  | 6,8  | 3,4  | 2,2  | 7,0 |
| Átlagos min. hőmérséklet (°C) | −3,0 | −2,1 | −2,0 | 0,4  | 3,6  | 6,7  | 8,3  | 7,9  | 5,0   | 2,2  | −1,3 | −2,8 | 1,9 |
| Átl. csapadékmennyiség (mm) | 89   | 64   | 62   | 56   | 42   | 42   | 50   | 56   | 67    | 94   | 78   | 79   | 779 |
| Napi napsütéses órák száma | 1    | 2    | 4    | 5    | 6    | 5    | 6    | 5    | 4     | 3    | 1    | 0    | 3   |
| Forrás: Reykjavík (angol nyelven). hko.cov.hk. [2015. szeptember 24-i dátummal az eredetiből archiválva]. (Hozzáférés: 2014. október 10.) |      |      |      |      |      |      |      |      |       |      |      |      |     |

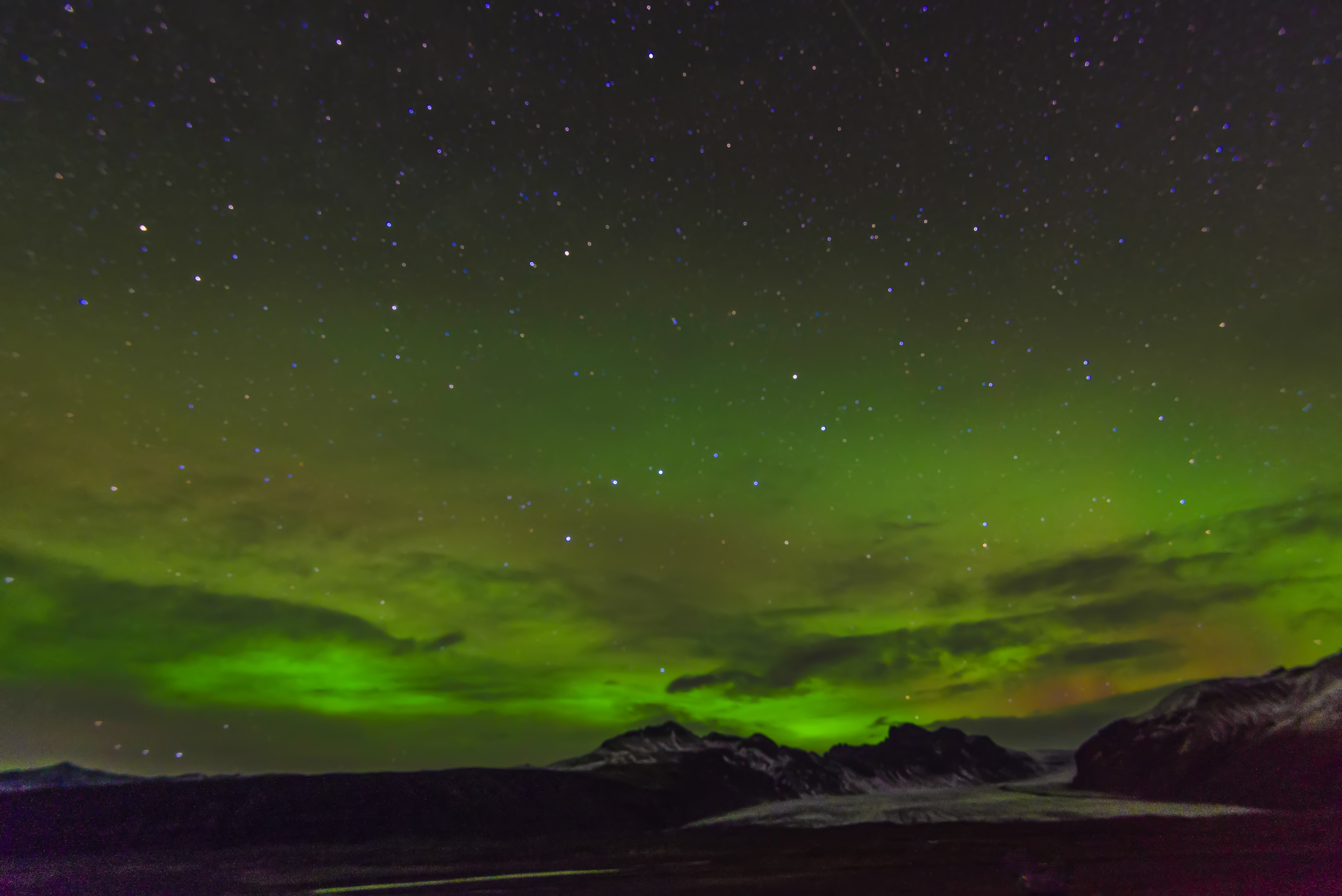
Sarki fény Izland fölött

A hőmérsékleten és a csapadékon kívül az időjárás meghatározó eleme Izlandon a szél. A sziget környékén gyakran alakulnak ki, illetve haladnak át alacsony légnyomású ciklonok, amik szinte állandó, változó irányú, de erős szelet okoznak. A Beaufort-skálán 9-es erősségű, azaz 70–80 km/h erősségű szelek a Vestmannaeyjar szigeteken évente átlag 70,7 napon fújnak. A sok szél miatt is viszonylag ritka a köd, a nyugati parton évente 10, a keletin 60 napon fordul elő. A zivatar nagy ritkaság. Ősszel és a tél elején gyakran figyelhető meg az égbolton a  sarki fény. 
A napsütéses órák száma nyáron azért is magas, mert a sziget északi fekvése miatt a nappal rendkívül hosszú. A nyári napforduló környékén a napkelte és napnyugta között több mint 20 óra telik el, és az éjszaka közepén is szürkületi derengés tapasztalható. A tél derekán viszont csak néhány órára kel fel a nap dél körül.
Az izlandiak hagyományosan két évszakot tartanak számon, a telet és a nyarat. Néhány májusi hét tekinthető tavasznak, és néhány szeptemberi az őszi átmenetnek. Igazán kellemes idő közép-európai szemmel, július végén és augusztus elején fordul elő, ezért mondják tréfásan a külföldieknek a helybéliek, hogy az izlandi nyár július 28-tól augusztus 1-ig tart.

### Vízrajza

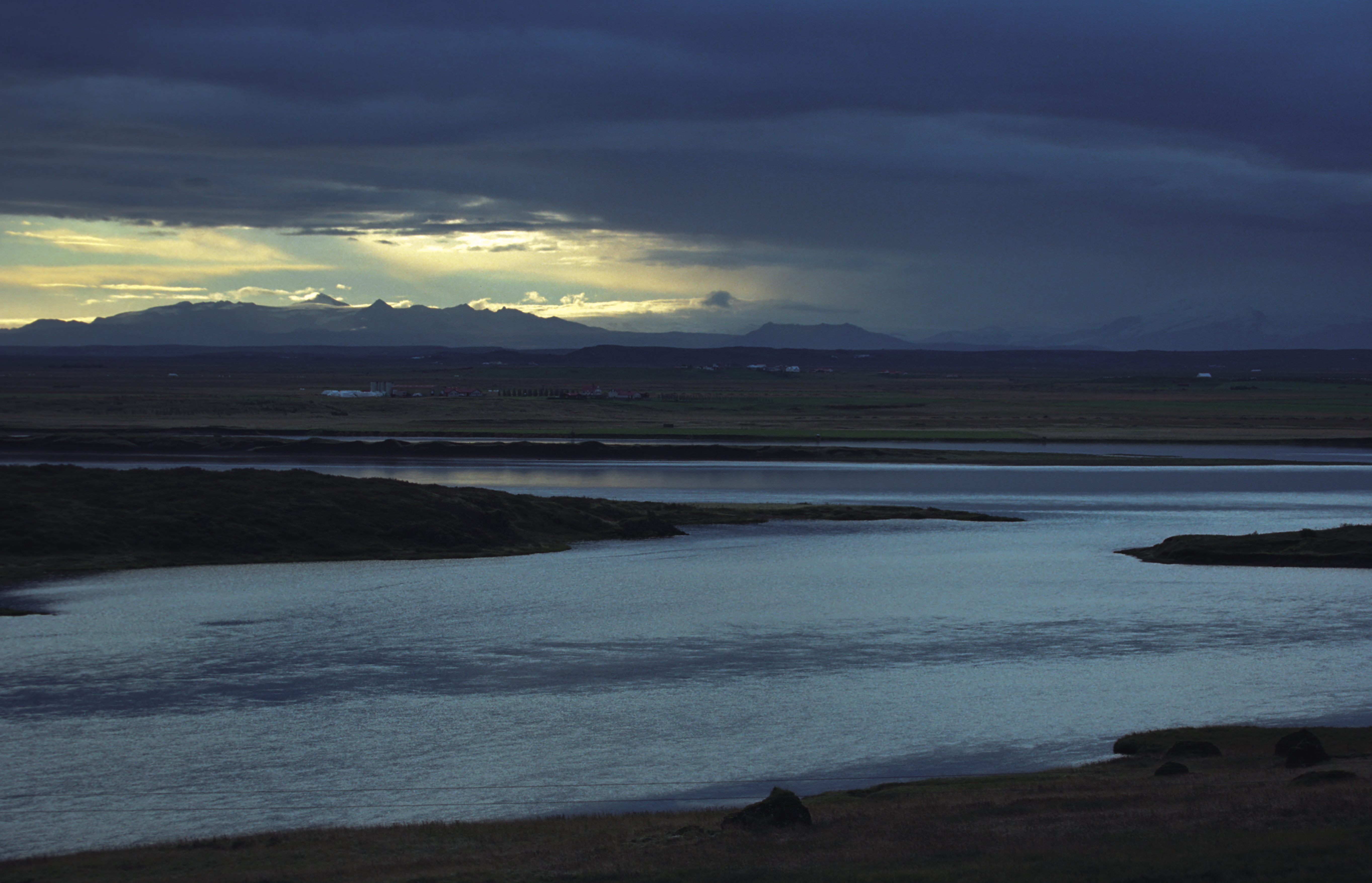
A Þjórsá folyó

A csapadék és a hóolvadás a bazaltvulkánok alakította felszínen a vízhálózatot, mely fiatal, rövid, de bővizű folyókat táplál.
A leghosszabb folyó Izland déli részén a Þjórsá (230 km), a legtöbb vizet az Ölfusá (423 m³/s) szállítja. Izlandon nincsenek ezeknél hosszabb és bővizűbb folyó, hiszen a sziget belseje száraz és hideg. Európa legbővizűbb vízesései Izlandon találhatók, a jég gyalulta lávasíkok peremén számtalan impozáns vízesés robajlik (Gullfoss, Skogafoss, Svartifoss).
Izlandon nagyjából 67 tó található. Néhány ezek közül a csapadékosabb időszakokban jelentős méretűre duzzadhat, s számos közülük víztározóként funkcionál. Felszíni területüket tekintve a legnagyobb a Þórisvatn (83–88 km²), míg Izland legmélyebb tava a Jökulsárlón, a maga 248 méteres mélységével.

### Természetvédelmi céljai és törekvései

#### Izland nemzeti parkjai

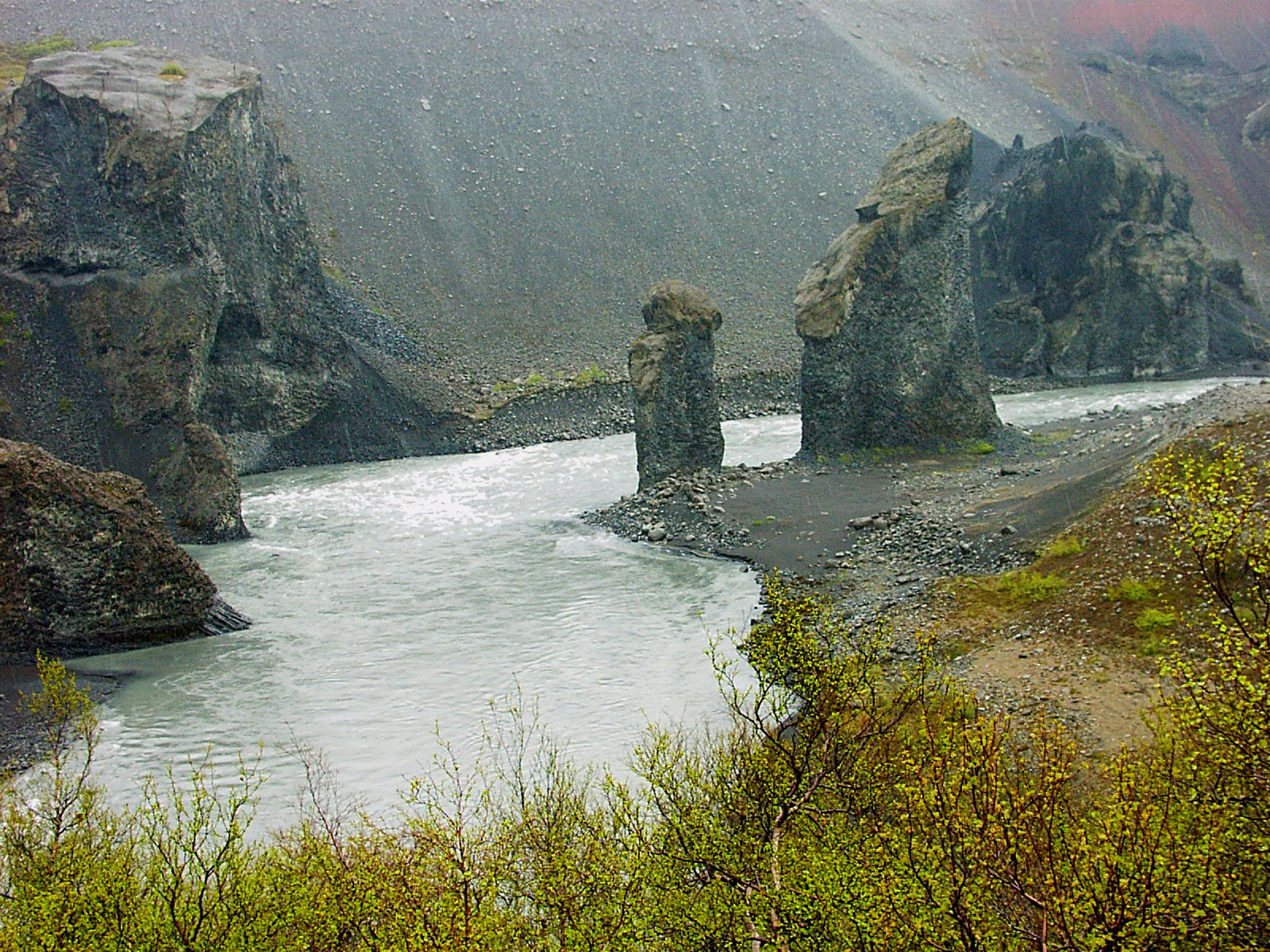
Tájkép a Jökulsárgljúfur Nemzeti Parkban

Izlandon négy nemzeti park található: a Jökulsárgljúfur Nemzeti Park, a Skaftafell Nemzeti Park, a Snæfellsnes Nemzeti Park és a Þingvellir Nemzeti Park, mely jelenleg a világörökség része.
- A Jökulsárgljúfur Nemzeti Park Izland északi részén található, és a Vatnajökull Nemzeti Park része lett 2008-ban. E terület főleg kaotikus kanyonjairól és vulkanikus hegyeiről híres. A park központja a Hljóðaklettar (visszhangok sziklája). Az izlandi nevén Rauðhólar (vörös hegy) különleges színezetéről híres.
- A Skaftafell Nemzeti Park szintén 2008 óta része a Vatnajökull Nemzeti Parknak. A park Kirkjubæjarklaustur és Höfn között, Izland déli részén helyezkedik el. A nemzeti parkot 1967-ben alapították, majd később kétszeresére nőtt területe. Napjainkban a park területe 4807 km², ezzel Izland második legnagyobb nemzeti parkja. A tájkép nagyon hasonló az Alpok egyes részeihez, de több ezer év alatt a Skeiðarájökull-, és a Skaftafellsjökull-gleccser, az Öræfajökull-vulkán kitörései, valamint a Skeiðará-, Morsá- és a Skaftafellsá-folyó vize alaposan átformálták a vidéket.A Skaftafell Nemzeti Park főleg elviselhető éghajlatáról és napos nyári napjairól ismert az izlandi emberek körében. Errefelé természetes nyírfaerdő telepedett meg, aminek neve Bæjarstaðarskógur, amely rengeteg madárnak és sarki rókáknak ad otthont.

#### Az európai kontinens legkevésbé erdősült országa
Kevés a fával borított terület, és ezek életkora is igen alacsony. Mielőtt a vikingek elfoglalták volna Izlandot, a szigeten jelentős erdők is voltak, amik azonban általában csak alacsony növésű nyírfákból álltak. Ezeket az erdőket azonban fűtési és építkezési célokra gyorsan felélte a lakosság. A 20. században jelentős erdősítési programok kezdődtek, amiket ma is intenzíven folytatnak.

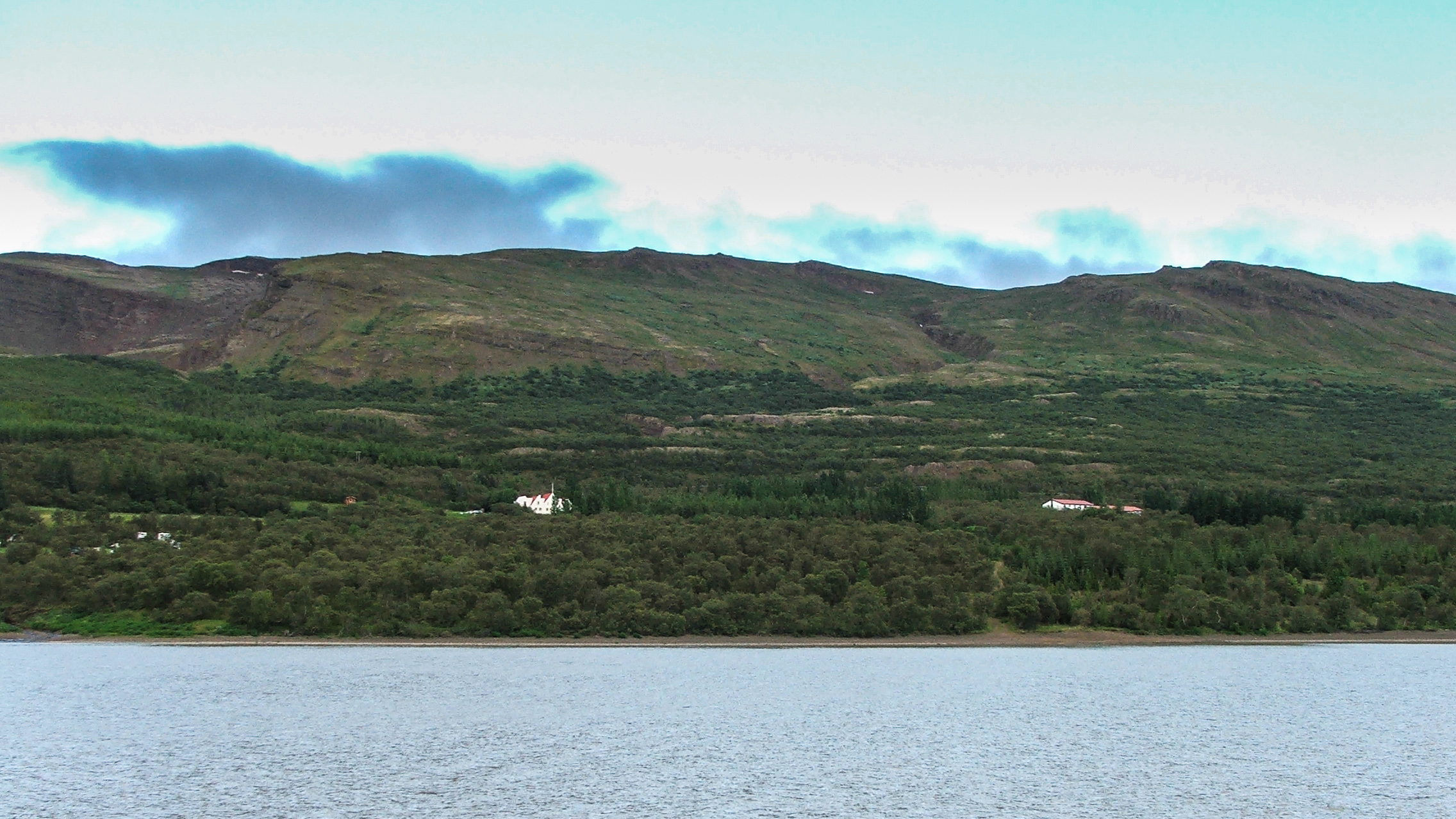
Hallormsstaður, a Lagarfljót tóról nézne

Az ENSZ Élelmezésügyi és Mezőgazdasági Szervezetének (FAO) 2015-ös jelentése szerint a sziget felszínének 0,5 százalékát borítják erdők. A fosszilis leletek és a korai telepesek leírásai azt bizonyítják, hogy az emberi települések megjelenése előtt a sziget területének harminc és negyven százalékát erdőségek borították, mára ezekből csak kis foltok maradtak amelyek közül a legjelentősebb a Hallormsstaðaskógur (Izland legnagyobb erdőterülete) és a Vaglaskógur.

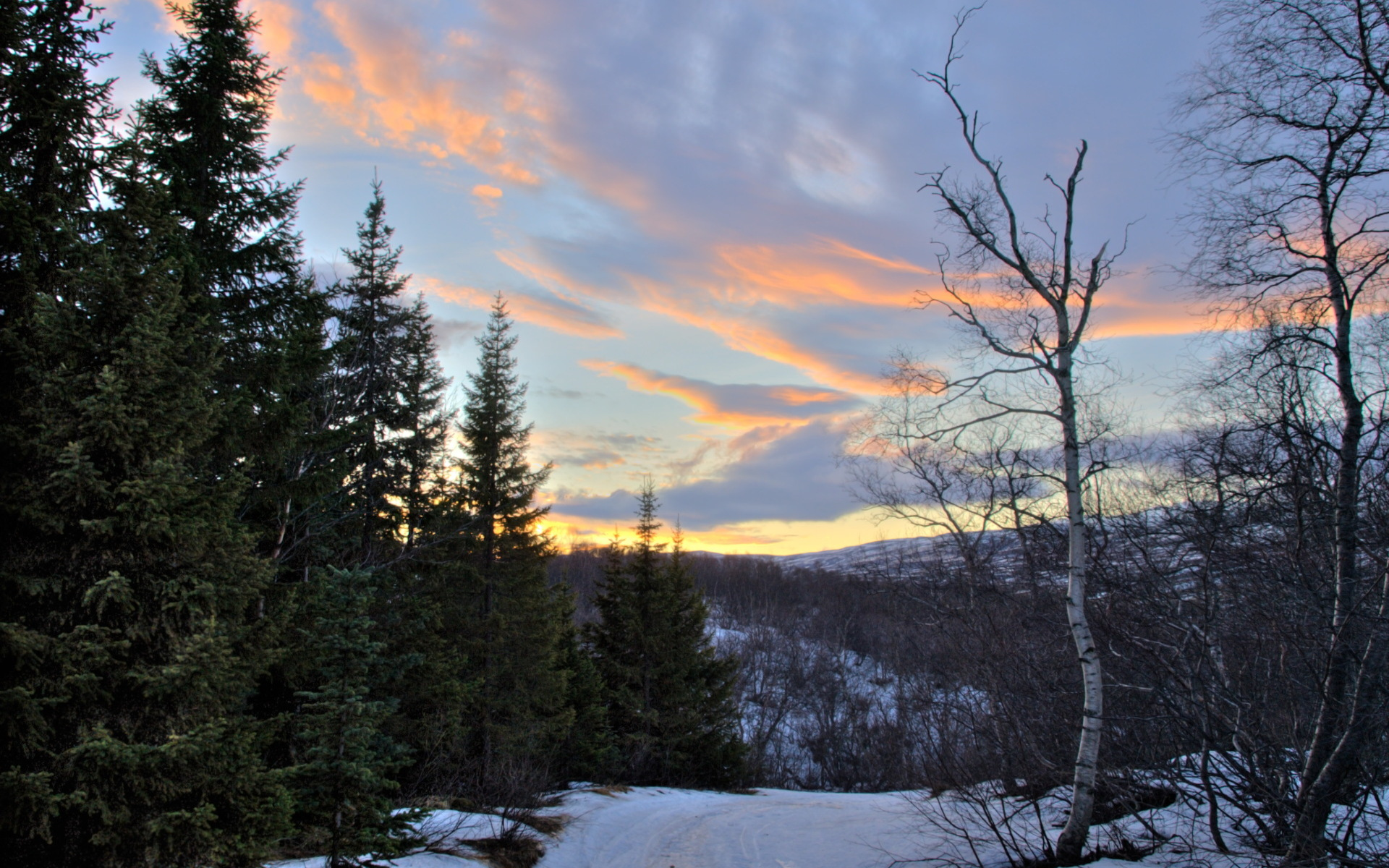
Vaglaskógur

Az újraerdősítés már az 1950-es évek óta zajlik, és különösen az 1990-es évek óta sikerült a sziklás felszínt kicsit zöldíteni, a munkálatok pedig folyamatosan zajlanak. Hafnarsandurban, Izland 6000 hektáros bazalttal és fekete homokkal borított területén a hatóságok az Izlandi Erdészeti Szolgálatot bízták meg azzal, hogy a holdbéli tájat erdővé változtassák. 2015 óta 3-4 millió facsemetét ültettek el Izlandon, mely 1000 hektárnyi erdőnek felel meg, ez azonban "apró csepp" a tengerben. Az erdőterületek visszaállítása érdekében jelenleg is egy ambiciózus újratelepítési program zajlik a szigeten.

### Növényvilága
Izland a tundra övbe tartozik, a sziget területéből csupán 21.000 km² nevezhető termőföldnek. Az izlandi növényvilág alapvetően észak-európai jellegű.  A part menti csapadékos térséget zöld, legelőként hasznosított gyepszőnyeg fedi. 
Izland területének központi részét gyér növénytakaró borítja. A vulkáni salakon, hamumezőkön havasi madárhúr, száratlan habszegfű, fűnemű fűz alkot párnanövényzetet. Ahol vastagabb a talaj, különböző fenyérek díszlenek. A 2-3 méter magas, főként molyhos nyírből álló husángerdők a 12. században még az ország területének 40%-át borították. Megritkult állományaik ma védettek. 
A szigeten honos szövetes növények 97%-a megtalálható Norvégiában és 87%-uk a Brit-szigeteken is, de csak 60%-uk Grönlandon. A nyugati irányból érkezett hajtásos növények fajainak száma mindössze nyolc. 
A szövetes növények mintegy felét jégkorszaki túlélőnek tartják az izlandi botanikusok, azaz olyan fajoknak, amelyek a szigeten vészelték át a legutóbbi jégkorszakot, a Würm-glaciálist. A többiek ezután vándoroltak be a szelek és a tengeráramlatok révén. A kutatások szerint a kainozoikumi eljegesedés előtt a sziget növényzete lényegesen változatosabb volt, például fenyőfélék is nőttek rajta. 
Eddig összesen 470 őshonos fajt vettek számba a szigeten a botanikusok és a kutatók.

### Állatvilága
Annak ellenére, hogy egy rendkívül aktív vulkanikus terület a szigetország, mely nagyon kevés növényzettel rendelkezik, Izland fejlett és sokszínű állatvilágnak ad otthont. A kezdetektől fogva és a mai napig sem hüllők, sem pedig kétéltűek nem élnek szabadon a szigeten, a madárvilága azonban igen gazdag. A madarak voltak a sziget első telepesei. 
A viharos szigeten ma már több mint 300 madárfaj ismert, melyek közül 109 faj rendszeresen megtalálható itt.  Ezek közül megközelítőleg 80 faj itt is költ a szigeteken. A legismertebb fajok közül például a lumma, a lunda, a viharsirály, a nagy halfarkas és a szula. A madárvilágban a tengeri, illetve a parti madarak dominálnak (északi és jeges búvár, énekes hattyú, izlandi kerceréce, pehelyréce, sok sirályfaj). A ragadozó madarak közül a rétisas, a vadászsólyom és a kis sólyom költ a szigeten. 
Az emlősök közül az északi fajok a jellemzőek, főként a tengeri állatok dominálnak. A tengerpartokon borjúfóka és kúpos fóka fordul elő. Izland természetes állatvilágában nem fordulnak elő jegesmedvék, de esetenként a sarkkör közeléből jégtáblákon leúsznak (ilyen például 2008 júniusában fordult elő).
Mielőtt a Norvégiából idehajózó vikingek a 9. században elkezdtek volna letelepedni Izlandon, csak egyetlen őslakos emlőse volt, a sarki róka. Izlandon mintegy 8000 sarki róka él. Télen jellemzően fehér tömött bundájukról lehet felismerni őket; nyáron vékonyabb szürkésbarna bundát viselnek. A sarki rókák birodalma a Hornstrandir tundrája.
Az idő múlásával az élet gazdagodott és adaptálódott az olykor rendkívül zord éghajlathoz. Több olyan állatfajt és fajtát kezdtek el az itt élők háziállatként tartani, melyek a szó szoros értelmében életben tartották őket az emberi megtelepedés idején. Több állatfajt az emberek telepítettek be, vagy a fogságból megszökött háziállatok alkottak és alkotnak a mai napig is vadon élő populációkat.
A betelepítésekre jó példa a patás állatok közül a rénszarvas, melyet Norvégiából telepítettek be 1775 körül. Jelenleg Kelet-Izlandon (Djúpivogur és Egilsstaðir környékén) élnek. Manapság megközelítőleg 6000 példány él a vadonban.

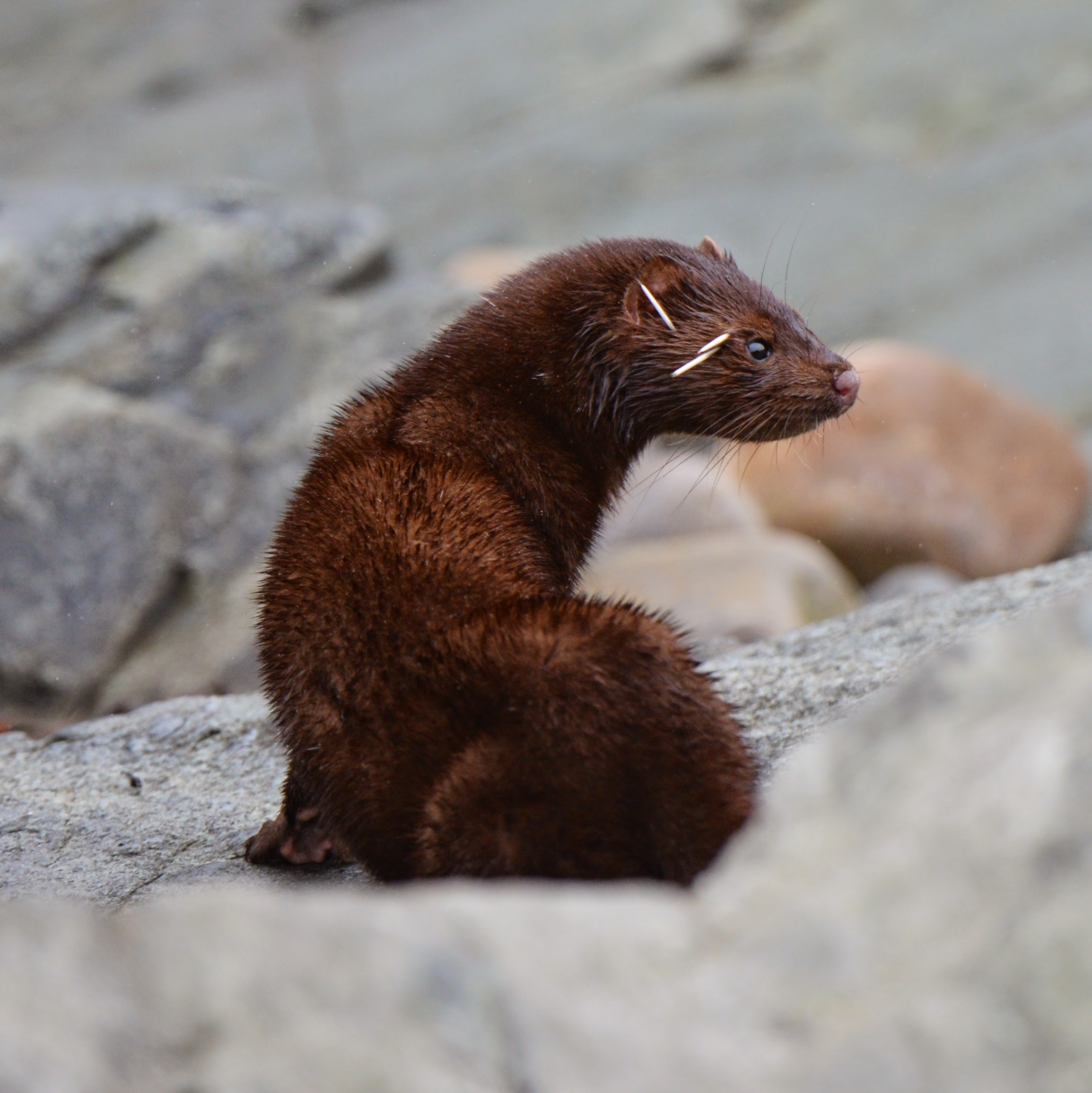
Amerikai nyérc

A menyétféle ragadozót, az amerikai nyércet az 1980-as évek elejétől tenyésztettek a prémért. Természetesen ennek is volt előzménye, hiszen az 1930-as években már elkezdték importálni a tenyészanyagot. Az elszabadult példányok azonban nagy pusztítást végeztek a madarak fészkében és a pisztrángok létszámában. 1951-ben betiltották a tenyésztést, majd ennek eredménytelensége miatt 1969-ben szigorították a szabályt. Ezen tiltást enyhítették 1983-ban, így 150 farmgazdaság foglalkozott nyérctenyésztéssel. 
Az első telepesek háziállatokkal érkeztek. Napjainkban megközelítőleg kétszer annyi a juhok száma, mint az embereké. Az izlandi juh gyapja melegen tart, a híres izlandi pulóver, a lopapeysa is ebből a gyapjúból készül, húsuk pedig a legtöbb hagyományos ételben szerepel (kjötsúpa). 
A második legelterjedtebb háziállat az izlandi ló, a helyi táj elmaradhatatlan figurája. A kis termetű, barátságos természetű izlandi lovak a nyári hónapokban ridegtartásban a hegyekben élnek. A tél közeledtével visszahúzódnak a völgyekbe, ahol gazdáik gondoskodnak róluk.

## Izland társadalom- és gazdaságföldrajza

#### Izland földrajzi régiói

Izland földrajzi régiói

Izland nyolc földrajzi régióból áll: Nagy-Reykjavík régió, Déli-félszigeti régió, Nyugati régió, Nyugati fjordok régió, Északnyugati régió, Északkeleti régió, Keleti- és Déli régió.
| Elnevezés             | Izlandi elnevezés | Lakosság (fő) | Terület (km²) | Népsűrűség (fő/km²) | Központ      |
| --------------------- | ----------------- | ------------- | ------------- | ------------------- | ------------ |
| Nagy-Reykjavík régió  | Höfuðborgarsvæðið | 228231        | 1062          | 214.91              | Reykjavík    |
| Déli-félszigeti régió | Suðurnes          | 27113         | 829           | 32.71               | Keflavík     |
| Nyugati régió         | Vesturland        | 16507         | 9554          | 1.73                | Borgarnes    |
| Nyugati fjordok régió | Vestfirðir        | 7063          | 9409          | 0.75                | Ísafjörður   |
| Északnyugati régió    | Norðurland vestra | 7227          | 12737         | 0.57                | Sauðárkrókur |
| Északkeleti régió     | Norðurland eystra | 30445         | 21968         | 1.39                | Akureyri     |
| Keleti régió          | Austurland        | 13059         | 22721         | 0.57                | Egilsstaðir  |
| Déli régió            | Suðurland         | 27346         | 24526         | 1.11                | Selfoss      |